# Другая реальность
«Другая реальность» — четвёртый студийный альбом российской певицы МакSим. 23 мая 2013 года на iTunes Store открыли предзаказ альбома. 27 мая состоялся релиз альбома на CD и стал доступен на iTunes Store для покупки.
Сингл «Дождь» достиг второй позиции в общем радиочарте стран СНГ по версии портала Tophit; ещё 2 сингла, — «Как летать» и «Осколки», — попали в топ-20 данного чарта. 3 сингла с альбома («Дождь», «Как летать», «Осколки») вошли в топ-5 российского цифрового чарта.
«Другая реальность» дебютировала на 5-й строчке в недельном чарте продаж альбомов российского iTunes, что и стало для неё пиковой позицией. В 2013 году диск стал лауреатом премии телеканала Music Box в номинации «Лучший альбом».

## Предыстория
В декабре 2009 года МакSим выпустила свой третий студийный альбом «Одиночка», который добрался до первого места в российском чарте продаж, до седьмого в итоговом чарте за 2010 год и получил золотой статус. Пластинка получила положительные отзывы от ведущих музыкальных критиков, в том числе от Бориса Барабанова («Коммерсантъ») и Алексея Мажаева (InterMedia). Гуру Кен отметил, что альбом лишь закрепил статус МакSим и, в отличие от других более ранних работ певицы, являлся для неё экспериментальным. По словам аналитика, на «Одиночке» было заметно влияние рок-музыки, блюза и синти-попа. Однако релиз альбома проходил с большими трудностями: его выпуск состоялся в неотредактированной версии. По вине одного из работников лейбла, после того как пластинку отправили на мастеринг, она появилась в продаже со звучанием, которое не устроило МакSим. В интервью она признавалась, что специально долго работала со звуком и сложившаяся ситуация оказала на неё сильное влияние: «Я сидела и ждала, когда придёт мой альбом с мастеринга. И вдруг увидела его в магазине. Там всё было совершенно убито со звуком. Даже сейчас страшно вспоминать всё, что я тогда чувствовала — это было просто издевательство над моей слабой психикой», — говорила исполнительница. По этим причинам артистка решила больше не выпускать альбомы, ограничившись синглами. За 2010—2011 гг. она выпустила четыре песни, в числе которых «Дождь», «Как летать» и «Осколки», которые соответственно занимали второе, пятое и также пятое место в чарте цифровых треков России по версии компании 2М и Lenta.ru.
В 2012 году состоялись премьеры песен «Небо-самолёты», «Живи», которую певица записала с группой «Animal ДжаZ», «Это же я», и «Колыбельная». В марте 2013 года появились сообщения, что МакSим всё же выпустит новый альбом. Певица дала интервью порталу Heat.ru, в котором рассказала о новом релизе:

Вы знаете, он будет очень разным. Там будут задействованы все мои знания и весь мой опыт, накопленный за три предыдущих альбома. И как стало, наверное, понятно по моим известным последним песням, я решила вернуться к электронной музыке и поискать в ней что-то новое. В этот альбом войдут и «Осколки», и «Как летать». Песни, которые стали уже популярными, и совсем новые, никому ещё неизвестные песни. Конечно, не всё получится уместить из того, что записано за последнее время: треков много, поэтому мы решили включить в этот альбом всё только самое лучшее.
Из опыта первого альбома скажу, что это лучший вариант. Потому что рождение каждой песни проживаешь, на это нужно много времени и только потом можно оценить и выбрать самое достойное для альбома.— МакSим

## Создание песен и запись
Песни для альбома были записаны в разных годах: «Дождь», «Как летать» (2010), «Осколки», «Это же я» (2011), «Небо-самолёты», «Колыбельная» и «Ты говоришь» (2012), остальные — в 2013 году на «Vi-Sound» Studio.
Песни «Осколки» и «Так просто» были написаны с подругой певицы — Алсу Ишметовой. Над альбомом также работала Елена Гребнева, совместно с которой была написана песня «Ты говоришь».

У нас с Леной оказалось единое видение этой песни, единые образы. Мы решили переложить все на бумагу и ноты, а после сам по себе родился клип, который мы сняли ещё в декабре, но решились представить вам только сейчас.— МакSим
Аранжировки на альбоме делали Андрей Чёрный, Евгений Ткаченко, Андрей Звонкий, Алексей Прокофьев и Анатолий Стельмачёнок; с двумя последними певица уже имеет опыт успешного сотрудничества (альбомы «Мой рай» и «Одиночка»).
МакSим об альбоме:
Новый альбом – это полноценное концептуальное произведение, которое нужно воспринимать как единое целое, как один рассказ. Большая и полная форма с лирическим вступлением, интересным развитием, яркой кульминацией и логичным завершением, где каждый трек – это новый всплеск эмоций. Было довольно сложно уместить на одну пластинку всё, что было написано за последнее время.

## Тематика песен
По словам МакSим, песня «Другая реальность» была написана быстро и легко, такое же название дано и альбому, чтобы он воспринимался легко, позитивно и приятно. Композиция «Ты говоришь» сначала была написана не в формате радиостанций, и, чтобы её расслабить, была привлечена подруга певицы — Елена Гребнева, она написала припев. «Ты говоришь» — обращение к дочери певицы.
Как сказала сама певица, «„Это же я“ эмоционально можно отнести к прошлой личной жизни, но это не автобиографическая песня, она посвящена небольшой сказке в моей голове, которую я сама и придумала». «Мой мир» — о сокровенном: о глубинах души, в которые мы допускаем только очень близкого и любимого человека.
«Осколки» — песня-разочарование: обман, признание во лжи, в том, что можно казаться очень близким, а на самом деле понимать, что твои мысли и твоя любовь принадлежат кому-то другому. Также, по словам МакSим, эта песня «о взбалмошной особе, которая слишком легко относится как к жизни в целом, так и к самой себе. Но на самом деле она только кажется легкомысленной, а наедине с собой она совсем другая».
«Небо-самолёты» — песня про любовь и про то, что нас разделяет. Кого-то разделяют самые банальные вещи — дороги, кому-то приходится постоянно отсутствовать дома из-за работы или обстоятельств. Главное — только в разлуке ты понимаешь, насколько серьёзны или, наоборот, несерьёзны ваши чувства.
Песню «Я буду жить» МакSим хотела написать максимально позитивной. По словам певицы, «эта песня об одиноких людях, но когда ты им сопереживаешь и сострадаешь, ты, в первую очередь, помогаешь себе уйти от многих проблем».
Строчки «…бросаюсь солью» в композиции «Как летать», по словам МакSим, написаны о примете:

Многие спрашивают меня, почему же я бросаюсь солью? Есть примета, что рассыпать соль — это к ссоре или разлуке. Я писала эти строчки, имея в виду, что когда у меня всё хорошо, я не думаю о приметах. Главное — не забывать о вещах, которые с тобой происходили, и делать выводы.— МакSим
«Кошка» — это как бы возвращение в альбом «Трудный возраст». Простая и лёгкая песня с незамысловатой рифмой. Песня про девочку, которая ждёт человека, а он не свободен — и она понимает, что всё это закончится плохо. Придуманная история, но очень актуальная. Девушка — очень хрупкая и нежная. Её хочется согреть и всё время оберегать — взамен она готова отдать очень много любви, тепла и заботы. Но человек рядом с ней не готов это принять и оценить. Очень слабые и хрупкие внешне люди часто бывают сильны духом и терпеливы.
Смысл песни «Так просто» заложен в её названии:

Мы привыкли всё усложнять и часто думаем о плохом исходе даже тогда, когда всё хорошо. Это происходит из-за наших страхов. На самом деле всё довольно просто: нужно учиться и наслаждаться обычными вещами и явлениями, например, закатами и рассветами. Когда ты переживаешь моменты эйфории, нужно жить в них и получать удовольствие, а не думать о том, что скоро это закончится.— МакSим
По словам певицы, идея песни «Дождь» пришла к ней после московской жары, летом 2010 года. Когда пошёл первый дождь, возникла идея создания композиции:

В это время я была на даче, выскочила на улицу, и мне совсем не хотелось от него прятаться. Ну наконец-то, думала я, сколько народу в Москве сейчас также радуются! В этой песне не зря есть строчки: «как устало солнце биться».— МакSим
«Я — ветер» — песня про поиски себя. Всегда надо быть в состоянии поиска, ведь тогда ты познаёшь много нового. По словам МакSим, песня «Poster Girl» про каждую девушку. Постер можно сделать своими руками из любимых фотографий и повесить себе на стену или своему любимому на холодильник. И ты сразу становишься «девушкой с постера». Эта песня не про девушку-звезду, а про определённое состояние души, её можно петь хором с друзьями.

## Релиз и рекламная кампания
С 20 по 25 мая на канале WOW TV (хостинг YouTube) публиковались тизеры песен из альбома. Первой песней стала «Другая реальность», второй — «Poster Girl», третьей — «Мой мир», четвёртой — «Кошка», пятой — «Так просто», шестой — «Я буду жить». 23 мая на iTunes Store был открыт предзаказ альбома. 26 мая МакSим в эфире Love Radio представила 5 песен из альбома — «Другая реальность», «Ты говоришь», «Я буду жить», «Кошка» и «Poster Girl». Релиз альбома состоялся 27 мая 2013 года.
7 июня в магазине Media Markt в Москве состоялась автограф-сессия МакSим, приуроченная к выходу альбома. 6 июля в парке «Сокольники» состоялся концерт, в рамках которого певица представила новые композиции. С осени 2013 года до середины 2014 певица осуществляла концертный тур в поддержку нового альбома.

## Реакция общественности

### Критика
| Оценки критиков | Оценки критиков |
| Источник        | Оценка          |
| --------------- | --------------- |
| Colta.ru        | (отрицательная) |
| МирМэджи        | (смешанная)     |
| Intermedia      | [ 31 ]          |
| Коммерсантъ     | (положительная) |
| NewsMusic.ru    | [ 33 ]          |

На сайте проекта «МирМэджи» альбом получил смешанную оценку. Автор статьи особо выделил песню «Я буду жить», песни «Другая реальность», «Я — ветер» и «Осколки» сравнил с ранним творчеством Бритни Спирс, а «Как летать» — с творчеством Натальи Сенчуковой. По словам автора, хотя «новая пластинка и звучит очень современно и в ней весьма разношёрстный аранжировочный пласт», она получилась депрессивной.
Наталья Югринова из Colta.ru дала альбому негативную оценку. По мнению журналиста, пластинка оказалась спокойной и «будничной»: «с аккуратной электронной подложкой, усталыми текстами и общим ощущением того, что былой накал страстей вдвое выкрутили в сторону уменьшения».
Алексей Мажаев из Intermedia написал, что «окажись этот диск дебютным, вряд ли он вынес бы Максим на вершину». По его словам, песня «Ты говоришь» похожа на ранние хиты, а «Это же я», «Так просто» и «Я буду жить» возвращают поклонникам откровенную и трогательную МакSим, но на новом уровне, в песне «Мой мир» аранжировщики расщедрились на «энигмаподобное» вступление, а в «Кошке» певица, оставив абстрактность любовных образов, рассказывает цепляющую историю; «Я — ветер» и «Poster Girl» рекламировались как эксперименты МакSим в несвойственном ей танцевальном жанре, но всё же привычной манеры Марины там больше, чем дискотечных ритмов.
На сайте газеты «Коммерсантъ» дали положительную оценку альбому. По словам автора, это был «рискованный эксперимент». Автор написал, что «Это же я» — блюз, а местами чуть ли не эйсид-джаз, а «Осколки», «Как летать» и «Небо-самолёты» способны биться за место в эфире с ведущими хитмейкерами.
Дмитрий Прочухан в своей рецензии на «NewsMusic.ru» отметил, что альбом «Другая реальность» стал возвращением к истокам. По мнению автора, во втором десятилетии XXI века МакSим использует музыкальные приемы, которые были актуальны на заре её карьеры, а попытки шагать в моду с актуальными танцевальными тенденциями заканчиваются неудачей. В то же время автор отмечает, что певица не стоит на месте и ищет новые музыкальные формы выражения своих чувств.

### Коммерческий успех
Сингл «Дождь» достиг второй позиции в общем радиочарте стран СНГ по версии портала Tophit; ещё 2 сингла, — «Как летать» и «Осколки», — попали в топ-20 данного чарта. 3 сингла с альбома («Дождь», «Как летать», «Осколки») вошли в топ-5 российского цифрового чарта.
31 мая 2013 года «Другая реальность» дебютировала в недельном чарте продаж альбомов российского iTunes на 5-й позиции. Во вторую неделю альбом упал на 8 позицию. По результатам пользовательского голосования премии «Русский топ 2013» альбом вошёл в тройку лучших, набрав 5665 голосов.

## Список композиций
| №   | Название            | Автор(ы)               | Длительность |
| --- | ------------------- | ---------------------- | ------------ |
| 1.  | «Другая реальность» | МакSим                 | 3:53         |
| 2.  | «Ты говоришь»       | МакSим, Елена Гребнева | 2:59         |
| 3.  | «Это же я»          | МакSим                 | 3:20         |
| 4.  | «Мой мир»           | МакSим                 | 3:54         |
| 5.  | «Осколки»           | МакSим, Алсу Ишметова  | 3:47         |
| 6.  | «Небо-самолёты»     | МакSим                 | 2:57         |
| 7.  | «Я буду жить»       | МакSим                 | 3:42         |
| 8.  | «Как летать?»       | МакSим                 | 3:13         |
| 9.  | «Кошка»             | МакSим                 | 3:34         |
| 10. | «Дождь»             | МакSим                 | 3:30         |
| 11. | «Так просто»        | МакSим, Алсу Ишметова  | 3:31         |
| 12. | «Я — ветер»         | МакSим                 | 3:06         |
| 13. | «Poster girl»       | МакSим                 | 3:06         |

| №   | Название                     | Автор(ы)               | Длительность |
| --- | ---------------------------- | ---------------------- | ------------ |
| 14. | «Ты говоришь (live)»         | МакSим, Елена Гребнева | 2:28         |
| 15. | «Рождественская колыбельная» | МакSим                 | 2:48         |

| №   | Название                                | Автор(ы) | Длительность |
| --- | --------------------------------------- | -------- | ------------ |
| 16. | «Другая реальность (DJ DJAM ICE remix)» | МакSим   | 4:40         |
| 17. | «Свадьба»                               | МакSим   | 3:10         |

- Дорожка 10 включает скрытый трек — акапельный припев «Так просто»

## Список видео на DVD
| №  | Название                     | Длительность |
| -- | ---------------------------- | ------------ |
| 1. | «Небо-самолёты»              |              |
| 2. | «Рождественская колыбельная» |              |
| 3. | «Как летать?»                |              |
| 4. | «Осколки»                    |              |
| 5. | «Я — ветер»                  |              |
| 6. | «Это же я»                   |              |
| 7. | «Любовь-это яд»              |              |

| №   | Название                                | Длительность |
| --- | --------------------------------------- | ------------ |
| 8.  | «Ты говоришь (Live)»                    |              |
| 9.  | «Я — ветер (Фильм о съёмках клипа)»     |              |
| 10. | «Небо-самолёты (Фильм о съёмках клипа)» |              |
| 11. | «Твоя МакSим (Фильм)»                   |              |

## Участники записи
- МакSим — продюсер, исполнительный продюсер, вокал, бэк-вокал
- Андрей Чёрный — аранжировка (1-2, 6, 15)
- Евгений Ткаченко — аранжировка (3)
- Анатолий Стельмачёнок — аранжировка (4-5, 7-11, 14), мастеринг
- Андрей Звонкий — аранжировка (12)
- Алексей Прокофьев — аранжировка (13)

## История релиза
| Регион        | Дата         | Формат                                | Лейбл                        |
| ------------- | ------------ | ------------------------------------- | ---------------------------- |
| Страны iTunes | 27 мая 2013  | Цифровая дистрибуция                  | Gala Records                 |
| Россия        | 27 мая 2013  | CD (Jewel case)                       | Gala Records GL10786         |
| Россия        | 7 июня 2013  | CD+DVD (Диджипак)                     | Gala Records GL10789,GL30626 |
| Страны iTunes | 10 июня 2014 | Цифровая дистрибуция (Deluxe Version) | Gala Records                 |

## Награды и номинации
| Год  | Награда                             | Номинированная работа                                                             | Категория                       | Результат         |
| ---- | ----------------------------------- | --------------------------------------------------------------------------------- | ------------------------------- | ----------------- |
| 2011 | Золотой Граммофон                   | «Дождь»                                                                           | Статуэтка «Золотого граммофона» | Победа            |
| 2011 | Золотой Граммофон (Санкт-Петербург) | «Дождь»                                                                           | Статуэтка «Золотого граммофона» | Победа            |
| 2011 | 20 лучших песен                     | «Как летать»                                                                      | Диплом фестиваля                | Победа            |
| 2012 | OE Video Music Awards               | «Осколки»                                                                         | Лучшая песня                    | Номинация         |
| 2012 | Золотой Граммофон                   | «Осколки»                                                                         | Статуэтка «Золотого граммофона» | Номинация         |
| 2013 | Премия RU.TV                        | МакSим, с клипами «Это же я», «Живи», «Колыбельная», «Небо-самолёты», «Я — ветер» | Клипоман года                   | Номинация         |
| 2013 | Реальная премия MusicBox            | Альбом «Другая реальность»                                                        | Лучший альбом                   | Победа            |
| 2013 | OGAE Song Contest                   | «Это же я»                                                                        | Участник конкурса               | Участник конкурса |
| 2013 | MuseCube                            | Альбом «Другая реальность»                                                        | Лучший альбом                   | Номинация         |
| 2013 | OETV                                | «Колыбельная»                                                                     | Лучший видеоклип года           | Победа            |
| 2013 | OETV                                | «Небо-самолёты»                                                                   | Лучший видеоклип года           | Номинация         |
| 2013 | OETV                                | «Другая реальность»                                                               | Лучший видеоклип года           | Номинация         |
| 2013 | Премия «Русский Топ»                | Альбом «Другая реальность»                                                        | Лучший альбом                   | Номинация         |
| 2013 | ClipYou                             | «Небо-самолёты»                                                                   | Клип года                       | Номинация         |
| 2013 | ClipYou                             | «Я — ветер»                                                                       | Клип года                       | Номинация         |
| 2014 | Золотой Граммофон                   | «Другая реальность»                                                               | Статуэтка «Золотого граммофона» | Номинация         |